# 農業
農業（のうぎょう、英: agriculture）とは、土地の力を利用して有用な植物を栽培する。また、有用な動物を飼養する、有機的な生産業。

## 概説
農業とは、土地を利用して有用な植物・動物を育成し、生産物を得る活動のことである。広義には、農産加工や林業までも含む。このうち林業については林業を参照。
農業を職業としている人は農家や農民と呼ばれる。
2007年現在、全労働人口の3分の1が農業を中心とする第一次産業に従事している。世界全体では第三次産業に従事する人口が一次産業を凌駕している。
農業は、伝統的な分類では林業・漁業と同じ第一次産業に分類される。農業・林業・水産業・畜産業などに関わる研究は、農学という学問の一分野を成している。

## 歴史
人類はもともとはもっぱら狩猟採集を行って生きていたと考えられており（狩猟採集社会）、どこかの段階で農業を"始めた"と考えられている。農業の起源については諸説あるが、ハーバード大学、テルアビブ大学とハイファ大学の共同チームは、イスラエルのガリラヤ湖岸で、23,000年前の農耕の痕跡(オオムギ、ライムギ、エンバク、エンマーコムギ)を発見したと、ニューヨーク・タイムズなどで報道されている。
また、約10000年ほど前、中国の長江流域で稲作を中心とした農耕が始められていたことが発掘調査で確認されている。またレバント（シリア周辺、肥沃な三日月地帯の西半分）では、テル・アブ・フレイラ遺跡（11050BP, 紀元前9050年頃）で最古級の農耕の跡（ライムギ）が発見されている。イモ類ではパプアニューギニアにて9000年前の農業用灌漑施設の跡「クックの初期農耕遺跡」がオーストラリアの学術調査により発見されている。農耕の開始と同時期に牧畜も開始された。
中緯度の狩猟民が定住化した後に農耕や牧畜を開始したことは「農業革命」と呼ばれており、その後の人類の社会に大きな影響を与えた。
植物を栽培するためには自然の植生を取り払う必要があり、土地を焼いた後に種子をまく方法が行われていた。原始人は意識していたかわからないが草木の灰には養分が含まれており一種の施肥行為になっていた（焼畑）。しかし、これだけでは十分な養分の供給は難しく、完全な定着農業が実現したのはヨーロッパで発達した輪作や積極的な施肥（ヨーロッパでは主に厩肥、日本では主に刈草敷）といった方法が行われるようになったことによってである。
社会の分業化とともに自給自足、物々交換のための農業は商業化された農業へと移行した。

## 農業分野

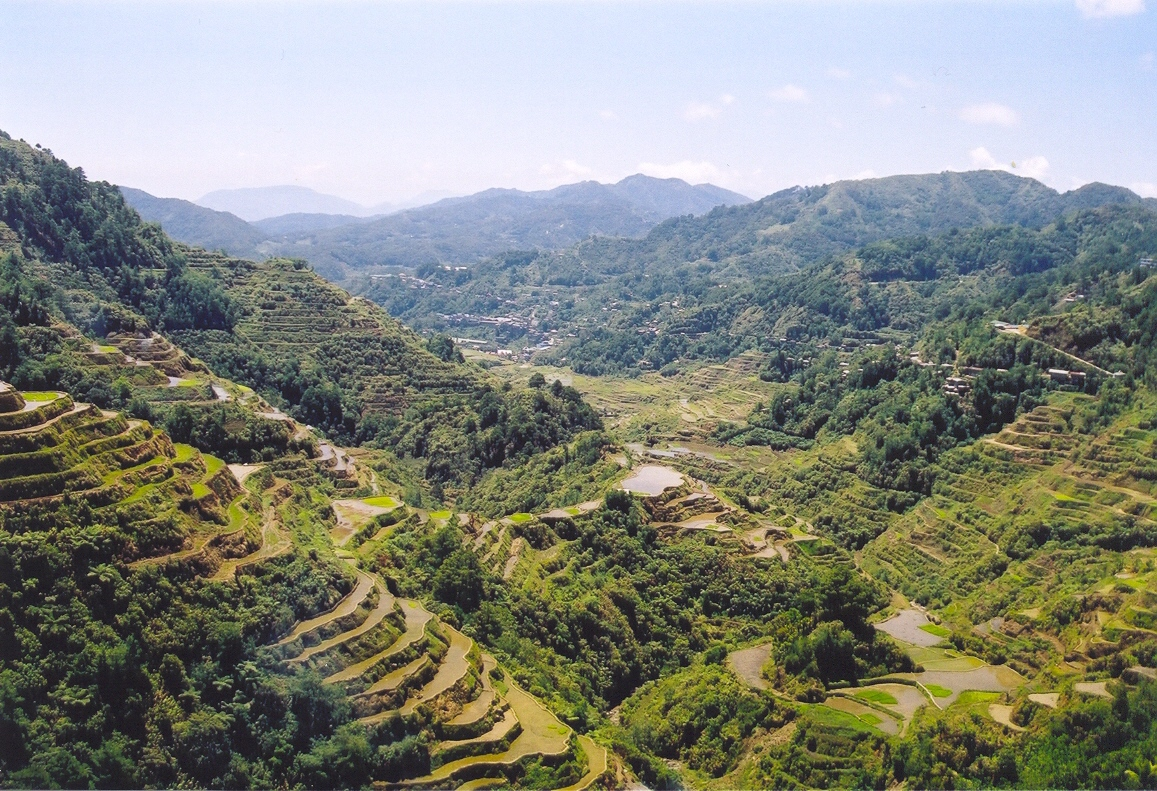
フィリピン・コルディリェーラの棚田群 ユネスコの世界遺産に登録されている世界最大規模の棚田である。

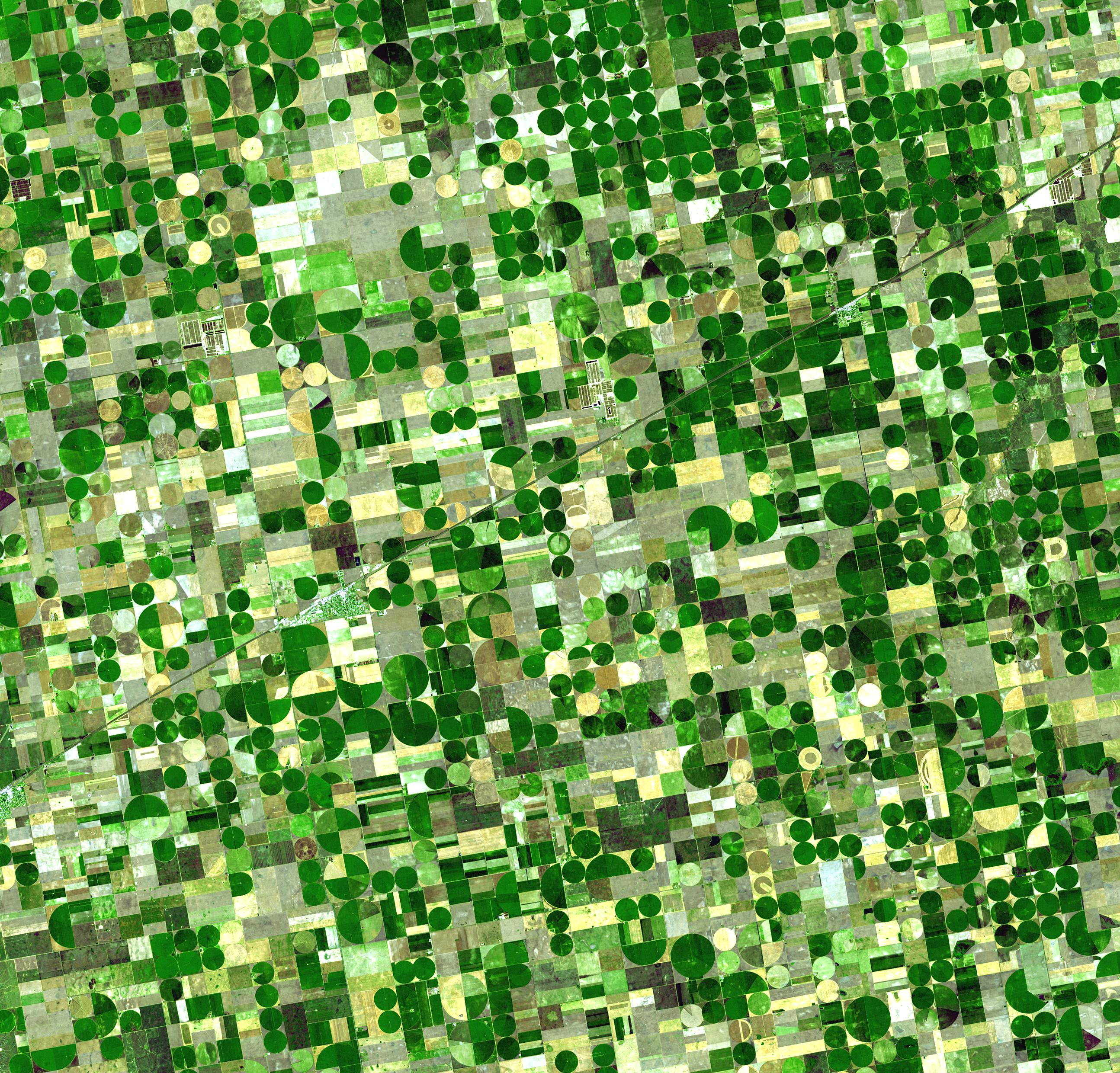
アメリカ、カンザス州のセンターピボットによる耕作地

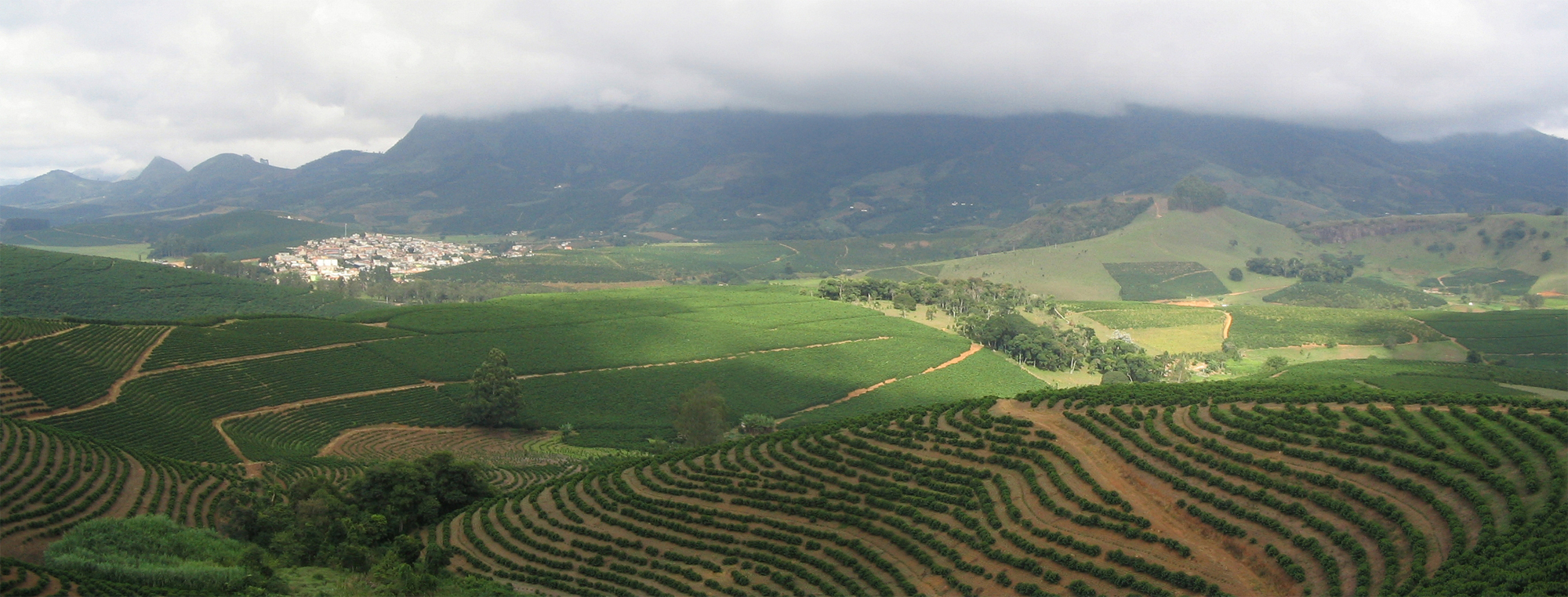
ブラジル、ミナスジェライス州のコーヒー農園

産業分類や生産物分類では耕種農業と畜産農業（このほか農業サービスや園芸サービス）に大別される。耕種部門と畜産部門の連携を耕畜連携という。

### 耕種農業
耕種農業とは米、麦、野菜等の生産活動を行う農業をいう。

#### 耕作システム
耕作システムは利用可能な資源や制約条件（地形や気候、天候、政府の政策、経済的・社会的・政治的な圧力、農家の経営方針や慣習）によって変化する。
焼畑農業は毎年のように森林を燃やして、解放された栄養素を耕作に利用するシステムで、その後は多年生作物を数年間栽培する。その区画はその後休閑地とされて森林に自然に戻り、10年から20年後に再度焼いて利用する。休閑期間は人口密度が増加すると短くなるため、肥料を導入したり、病害虫管理が必要となってくる。
次の段階は休閑期を設けない耕作システムであり、栄養管理と病害虫管理がさらに必要となる。その後さらに工業化が進展すると、単一作物の大規模栽培システムが登場する。特定の栽培品種だけを作付けすると、生物多様性が低下し、必要な栄養素も均一化し、病害虫も発生しやすくなる。そのため、農薬や化学肥料にさらに頼ることになる。多毛作は1年間に複数種類の作物を次々と栽培するシステムで、間作は複数種類の作物を同時に栽培するシステムである。他にも混作という類似のシステムもある。
熱帯では、これら全ての耕作システムが実際に行われている。亜熱帯や砂漠気候では、農作物の栽培は降雨の時期（雨期）に限定されて1年間に何度も栽培することができないか、さもなくば灌漑を必要とする。それらの環境では多年生作物（コーヒー、チョコレート）が栽培され、アグロフォレストリーのような耕作システムも行われている。温帯では草原やプレーリーが多く、年1回だけ収穫する生産性の高い耕作システムが支配的である。
20世紀は集約農業、農業における集中と分業が進んだ時代であり、農業化学の新技術（化学肥料、農薬）、農業機械、品種改良（交雑や遺伝子組み換え作物）がそれを支えた。ここ数十年間、社会経済学的な公正さと資源保全の考え方や耕作システムにおける環境の考え方と結びついた持続可能な農業への動きもある。この動きから従来の農業とは異なる様々な農業の形態が生まれた。例えば、有機農業、近郊農業、community supported agriculture（地域で支える農業）、エコ農業、integrated farming などがあり、全体として農業の多様化に向かう傾向が明らかとなってきている。

#### 耕種農業による生産物
生産物分類は複数あるが、主に耕種農業の生産物は穀物（コムギ、トウモロコシ、コメ、モロコシ、オオムギ、ライムギ、オート麦、雑穀、その他の穀物）、野菜、果実および堅果、脂肪種子および脂肪性果実（ダイズ、ラッカセイ、綿花、オリーブ、ココナツなど）、香辛料植物および香料作物（コーヒー、茶、コショウ、トウガラシ）、豆類、糖料作物（テンサイ、サトウキビなど）、その他の植物原料（飼料用植物、繊維料植物、タバコ）などに分類される。
国際連合食糧農業機関 (FAO) による作物の種類毎の生産量の推定を次に挙げる。
| 農作物の種類別生産量 （単位百万トン）2004年 | 農作物の種類別生産量 （単位百万トン）2004年 |
| ------------------------------------------- | ------------------------------------------- |
| 穀物                                        | 2,263                                       |
| 野菜とウリ類                                | 866                                         |
| 根と塊茎                                    | 715                                         |
| 乳                                          | 619                                         |
| 果実                                        | 503                                         |
| 食肉                                        | 259                                         |
| 植物油                                      | 133                                         |
| 魚類（2001年推定量）                        | 130                                         |
| 鶏卵                                        | 63                                          |
| 豆                                          | 60                                          |
| 植物繊維                                    | 30                                          |
| 出典: 国際連合食糧農業機関 (FAO)            |                                             |

| 農作物の作物別生産量 （単位百万トン）2004年 | 農作物の作物別生産量 （単位百万トン）2004年 |
| ------------------------------------------- | ------------------------------------------- |
| サトウキビ                                  | 1,324                                       |
| トウモロコシ                                | 721                                         |
| コムギ                                      | 627                                         |
| 米                                          | 605                                         |
| ジャガイモ                                  | 328                                         |
| テンサイ                                    | 249                                         |
| ダイズ                                      | 204                                         |
| アブラヤシの実                              | 162                                         |
| オオムギ                                    | 154                                         |
| トマト                                      | 120                                         |
| 出典: 国際連合食糧農業機関 (FAO)            |                                             |

### 畜産農業
畜産は、基本的に、食肉・鶏卵、乳、ウールなどを得るために動物を飼育することである。
歴史をたどれば、もともとは全て野生の動物であったのだが、その中から比較的飼いやすい種類（人間になついてくれる種類）や利用価値が高いものを見出し、人類が次第に家畜として利用するようになってきたのである。

#### 畜産システム
「畜産システム」には、まず飼料を供給する草原に基づくもの、混合型システム、土地を持たないシステムなどがある。
草原に基づく畜産は、反芻動物の飼料を供給する低木林地、放牧地、牧草地のような草地に依存している。家畜の厩肥を肥料として直接草地に撒いたとしても、それ以外の肥料も使用することもある。畜産というのは、気候や土壌のせいで農作物の栽培が現実的でない地域では特に重要であり、世界には3,000万から4,000万人の牧畜民がいる。混合型システムでは、飼料作物や穀物を生産して、反芻動物や単胃動物（主にニワトリとブタ）の飼料とする。厩肥は農作物の肥料として再利用される。統計的に見ると、実は、農地の約68%は飼料作物栽培地として畜産向けに使われている。人々が食事で食べる食品が、先進国で起きがちな肉食偏重傾向などによって、植物性の食品（穀物・野菜 類）から動物性の食品（肉類）へとシフトすると、結果として、せっかく生産された穀物・野菜類の大部分が（人の口に入らず）肉のための家畜の口に入ってしまう、ということが指摘されている。直接 植物を食べるのと、家畜に食べさせてから肉として食べるのを比較すると、人が同程度の栄養をとる場合を比較すると、肉にしてから口に入れるほうが10倍程度の植物が必要になる、と指摘されている。つまり、わざわざ肉に変換してから口に入れるということをすると、「植物の生産→人間の栄養」という経路の効率は1/10程度まで落ちてしまう、ということである。）
土地を持たないシステムでは、飼料は農場外から供給する。つまり飼料作物の生産と家畜の飼育を別々に行うもので、特に経済協力開発機構 (OECD) 加盟国によく見られる。特に（肉食偏重の）アメリカ合衆国では、生産した穀物の、実に 70%が飼料として消費される（消費されてしまう）。飼料作物の生産には化学肥料が多用されており、厩肥をどうするかも問題となっている。

#### 使役動物の飼育
畜産は基本的に、食肉・鶏卵、乳、ウールなどを得るために動物を飼育することであるが、「畜産」が（広義には）使役するための動物（使役動物）を産ませ育てることまで含めて指すこともある。
ウマ、ラバ、ウシ、ラクダ、リャマ、アルパカ、イヌといった動物は、農地の耕作、作物の収穫、収穫物の運搬、他の家畜の番（牧羊犬など）などに使役されてきた。

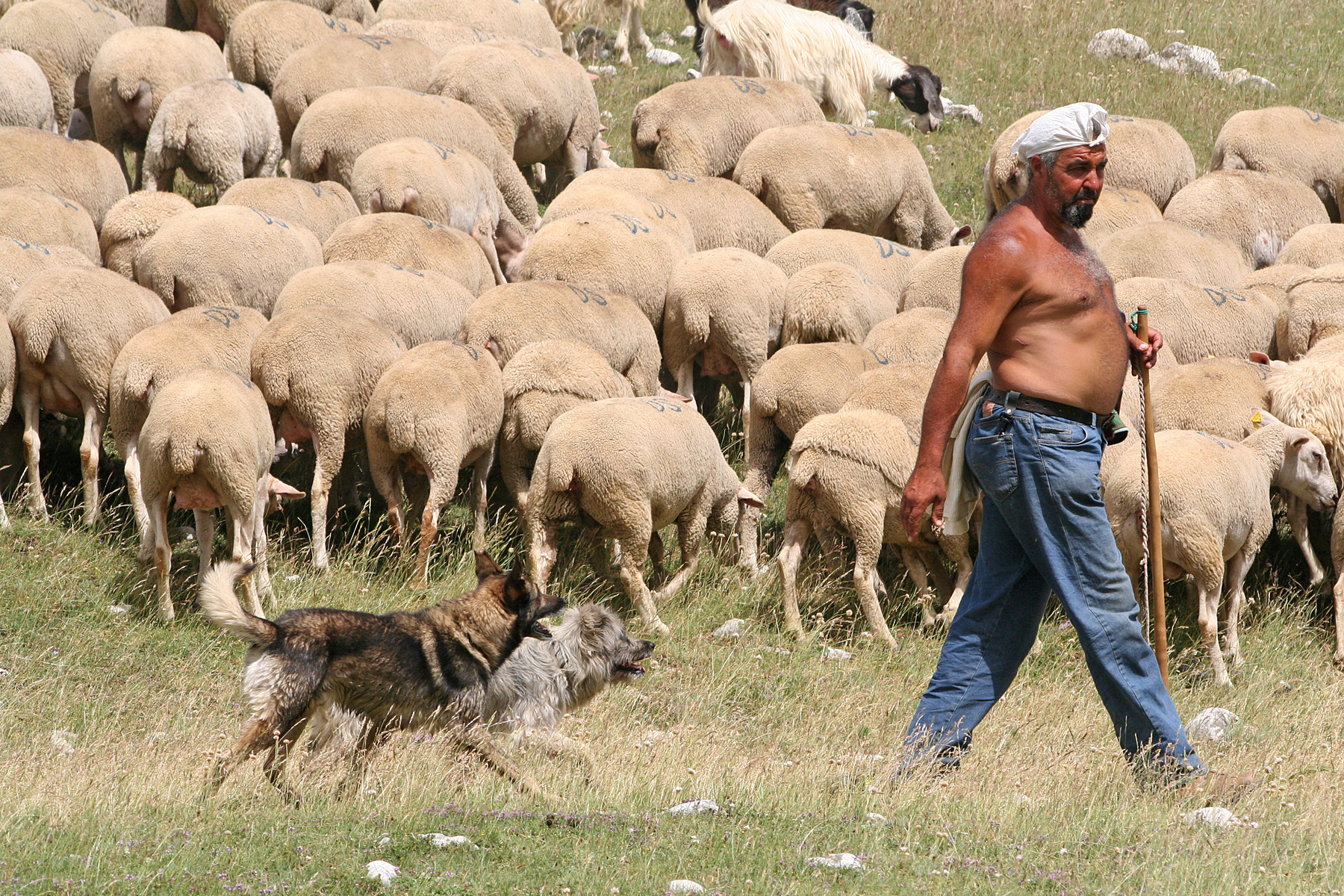
羊の放牧（羊毛や羊肉などの生産）
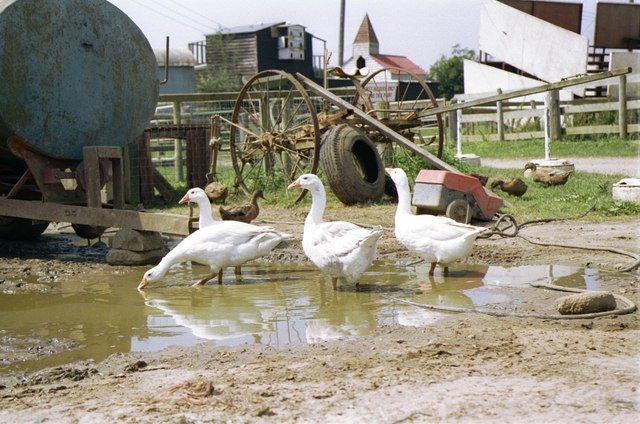
農家の庭でのアヒルの飼育
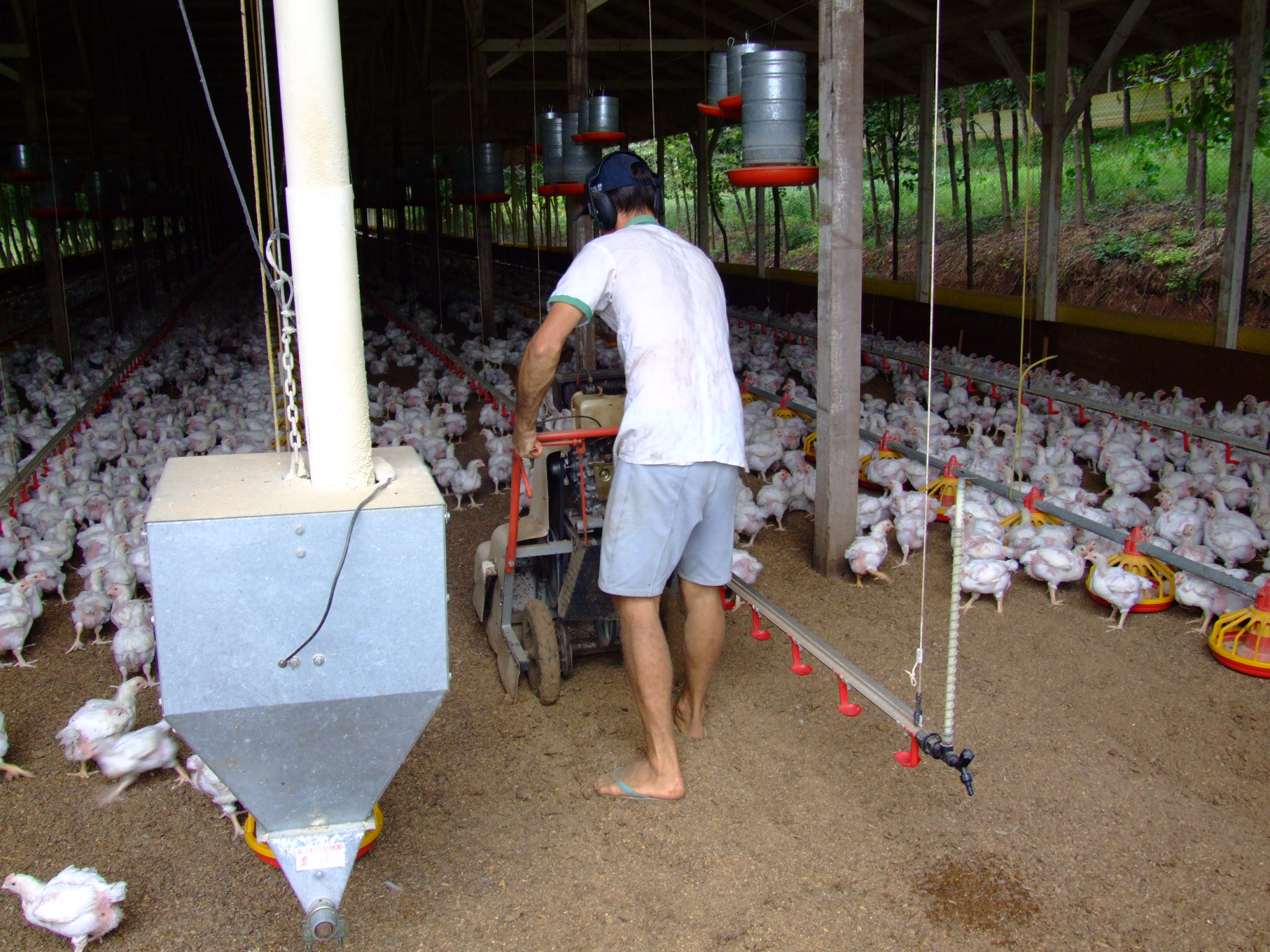
養鶏（鶏卵と鶏肉の生産）
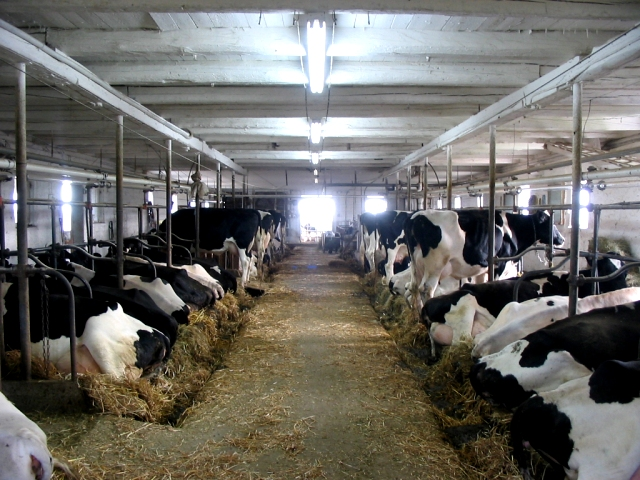
乳牛の飼育（搾乳。牛乳の生産。この写真の牛の種類は牛乳の生産用だが、別の種類の牛では、専ら牛肉の生産に使う種類もある。）
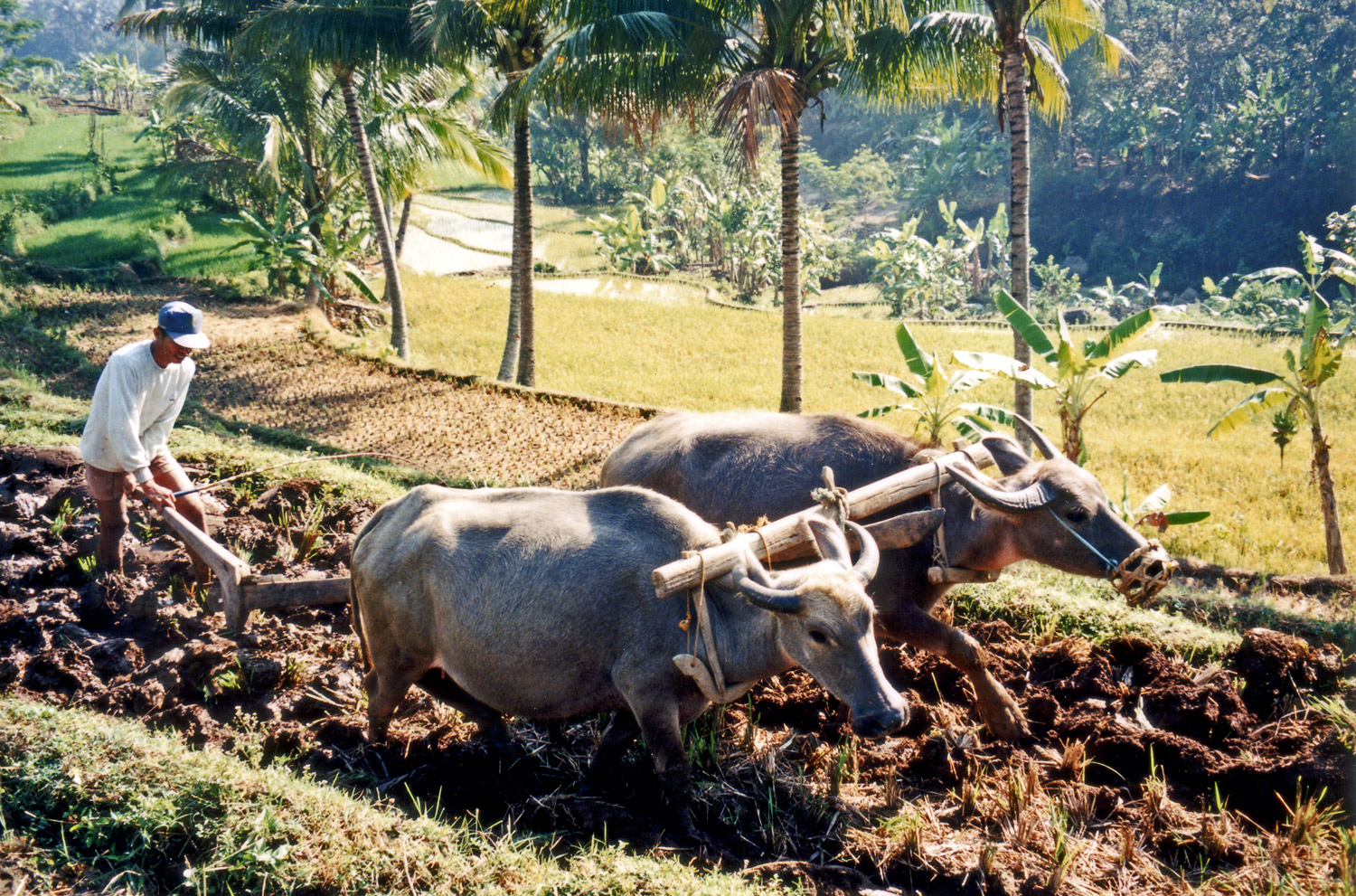
広義には、「畜産」は使役に使う家畜を産ませ、育てることも含む。育てたスイギュウを使って水田を耕す様子。（インドネシア）

## 農業生産

### 農作物の管理

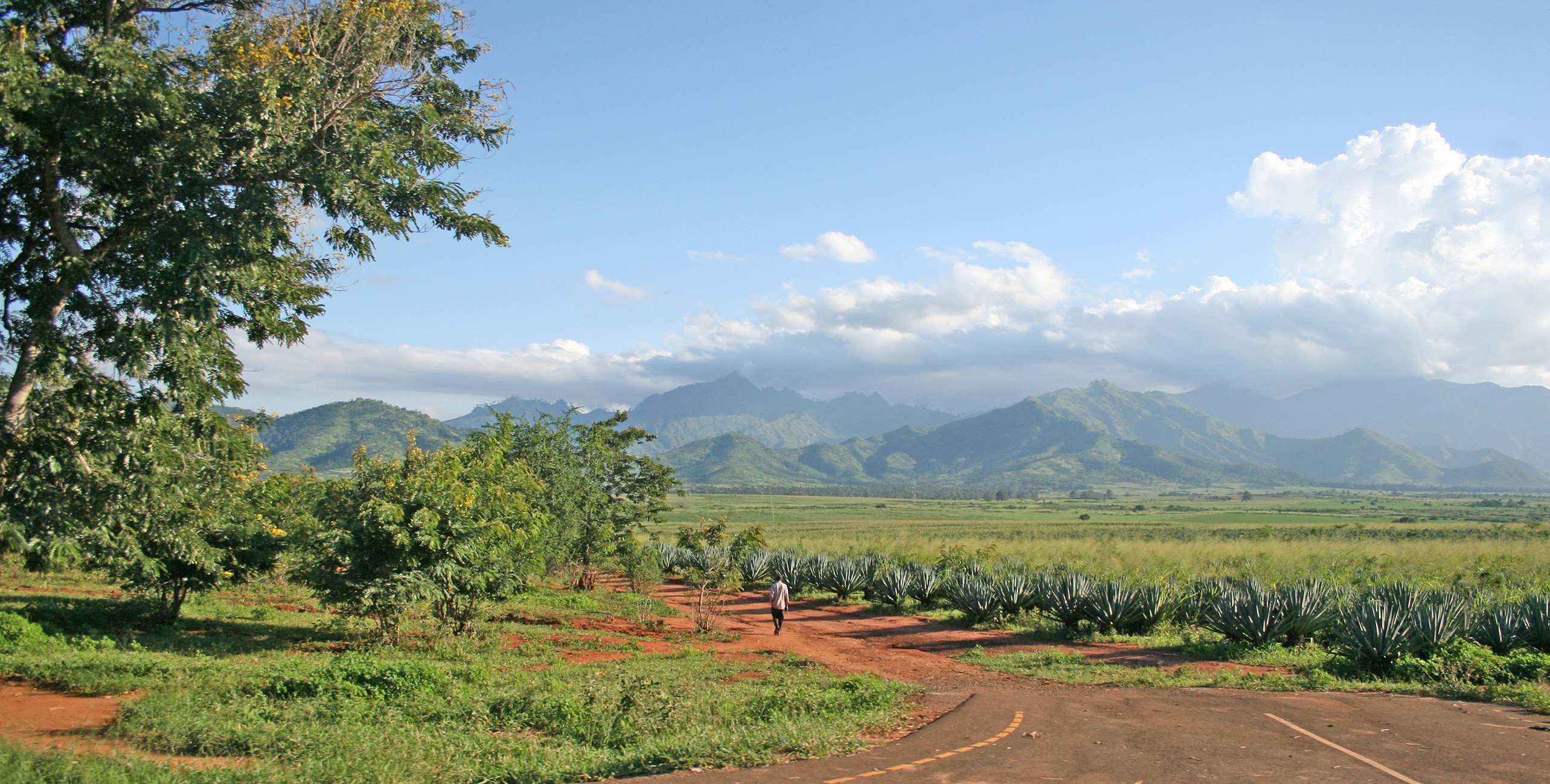
農場内の幹線道路。機械が通れるだけの幅を確保している。（タンザニア）

耕作
耕作とは、土壌を耕して作物を植えたり、肥料を土に混合したり、害虫駆除をする作業である。不耕起栽培のようにほとんど土地を耕さない農法もある。耕すことで土壌が暖まり、肥料を含ませ、雑草を除去することで生産性が改善される場合もあるが、表土が侵食されやすくなり、有機物の分解が促進されてCO2が放出され、土中の生物多様性が低下する原因にもなる。
病害虫管理
雑草、昆虫、病気などを防ぐことを病害虫管理と呼ぶ。化学的駆除（農薬）、生物的防除、機械的駆除（耕作）、農耕慣習などがある。農耕慣習としては、輪作、間引き、被覆作物、間作、堆肥化、作物の抵抗力を高めるなどの技法がある。総合的病害虫管理ではこれらの技法を駆使して害虫が経済的損失を及ぼさない程度に抑えることを目標とし、農薬の使用は最後の手段としている。
栄養管理（施肥）
栄養管理は、農作物と畜産物の生産において入力とする栄養素を管理するもので、家畜の生み出す厩肥の利用法を含む。与える栄養としては、肥料、厩肥、緑肥、堆肥、ミネラルなどがある。輪作や休閑期をもうけるといった慣習も栄養管理としての一面がある。厩肥は集中管理によるローテーション放牧 (en) のように牧草地に家畜を放牧することで利用したり、固形または液状の厩肥を耕作地や牧草地に撒くことで利用する。
用水管理
降水量が不十分な地域や降水量の変動が激しい地域では用水管理が必須であり、世界のほとんどの地域が多少なりとも用水管理を必要とする。地域によっては降水量を補うために灌漑を行っている。アメリカやカナダのグレートプレーンズでは、休閑期をもうけることで土壌に水分を蓄えさせる地域もある。世界の淡水利用の70%は農業用水である。

### 個別の農法
- 有機栽培
- 合鴨農法
- 自然農法
- バイオダイナミック農法
- 不耕起栽培
- 養液栽培
- 植物工場
- アグロフォレストリー
- 無施肥無農薬栽培
- 無農薬栽培
- ヤロビ農法（1950年代に日本で注目されその後廃れた）

### エネルギーと農業
1940年代以降、主にエネルギーを多用する機械化、肥料、農薬によって農業の生産性は急激に向上した。それらのエネルギー源のほとんどが化石燃料によるものである。1950年から1984年にかけての緑の革命で世界中の農業が大きく変化し、世界人口が倍増する間に穀物生産量は250%も増加した。現代の農業は石油化学製品と機械化に大きく依存しており、石油不足がコストを増大させて農業生産量を減少させ、食料危機を起こすのではないかという懸念が生じるようになった。
| 先進国3カ国で農業および食料システムが 消費するエネルギーの割合(%) | 先進国3カ国で農業および食料システムが 消費するエネルギーの割合(%) | 先進国3カ国で農業および食料システムが 消費するエネルギーの割合(%) | 先進国3カ国で農業および食料システムが 消費するエネルギーの割合(%) |
| 国                                                                | 年                                                                | 農業 （直接&間接）                                                | 食料 システム                                                     |
| ----------------------------------------------------------------- | ----------------------------------------------------------------- | ----------------------------------------------------------------- | ----------------------------------------------------------------- |
| イギリス                                                          | 2005年                                                            | 1.9                                                               | 11                                                                |
| アメリカ合衆国                                                    | 1996年                                                            | 2.1                                                               | 10                                                                |
| アメリカ合衆国                                                    | 2002年                                                            | 2.0                                                               | 14                                                                |
| スウェーデン                                                      | 2000年                                                            | 2.5                                                               | 13                                                                |

現代の機械化された農業は2つの意味で化石燃料に依存している。1つは農場で燃料として直接使用しており、もう1つは農場で使用するものを製造する過程で間接的に使用している。直接消費としては、農業機械の燃料や潤滑油としての使用だけでなく、乾燥機、ポンプ、ヒーター、冷房などにガスや電力を使っている。2002年の時点でアメリカ合衆国の農家が直接消費したエネルギーは約1.2エクサジュールで、アメリカの全エネルギー消費の1%強程度である。
間接消費は主に肥料と農薬の製造に使われた石油と天然ガスであり、2002年には0.6エクサジュールだった。農業機械の製造に使われたエネルギーも間接消費の一種だが、アメリカ合衆国農務省の統計にはそれは含まれていない。合計すると、アメリカでの農業が直接・間接に消費するエネルギーは全体の約2%を占めている。アメリカでの農業の直接・間接のエネルギー消費量は1979年をピークとして、その後30年間は徐々に減少傾向にある。
食料システムと言った場合、農業生産だけでなく、その後の加工、梱包、輸送、販売、消費、廃棄といった食料にまつわる全てが含まれる。アメリカでは食料システム全体のエネルギー消費に対して農業が占める割合は5分の1以下である。
石油不足が生じた場合、食料供給に影響が生じる。現代的有機農法を採用している農家は、化学肥料や農薬を使わなくとも高い生産量を維持できると報告している。しかし、石油に基づいた技術で可能になった単作栽培で失われた土壌の栄養素の復元には時間がかかる。
2007年、バイオ燃料用作物の栽培が農家をひきつけ、他の要因（輸送コスト上昇、異常気象、中国やインドでの食料需要増、世界的な人口増加など）も加わってアジア、中欧、アフリカ、メキシコなどで食料供給が逼迫し、世界全体で食品価格が高騰した。2007年12月の時点で37カ国で食料危機が発生し、20カ国で何らかの食料価格の統制が行われている。この2007年-2008年の世界食料価格危機で暴動も起きている。
農業に関連して最も化石燃料を消費しているのは、ハーバー・ボッシュ法で化学肥料を作る際に原料の水素を得るのに天然ガスを使っていることである。天然ガスが使われているのは、水素の原料として今のところ最も安価だからである。石油が減少してくれば、天然ガスがその代替として一時的に使われるようになり、需要と供給の関係で天然ガスはさらに高価になる。他の水素の原料が見つからなければハーバー・ボッシュ法による化学肥料の製造は高くつくようになり、化学肥料の入手が困難になることが予想される。そうすると、食品価格が急激に高騰し、世界的な食料危機になる可能性もある。

### 石油不足の影響の緩和
石油不足対策として有機農業への転換が考えられる。有機農業では、石油化学製品である殺虫剤、除草剤、化学肥料を使わない。現代的有機農法で生産量が減少しないことを実証した農家もある。しかし有機農業は手間がかかるため、労働力の都市から地方へのシフトを必要とする。
農村で廃棄物からバイオ炭や合成燃料を作って燃料として使うという方法も提案されている。合成燃料の場合、その場で作って使用することが可能であるためより効率的であり、新たな有機農業には十分な燃料を供給できる可能性がある。
肥料が少なくても生産量が減らない遺伝子組み換え作物の開発も進められている。しかし遺伝子組み換え作物については生態学者や経済学者から疑問が呈されており、2008年1月には遺伝子組み換え作物が「環境面でも社会面でも経済面でも失敗だ」とする報告がなされた。
モンサントの失敗例のように遺伝子組み換え作物による持続可能性の研究がある一方で、従来からの品種改良による作物の持続可能性の改良が行われている。さらにアフリカの自給自足農家についてのバイオテクノロジー業界による調査によると、農家の抱える問題への対策のほとんどは遺伝子組み換えとは無関係のものだったとしている。それにも関わらず、アフリカのいくつかの政府は遺伝子組み換え技術への投資が持続可能性を高めるのに必須だとしている。

### 経済計算
農業生産額
国内での農業生産活動の結果得られた生産物を生産者価格の評価額に、農業サービス（稲作共同育苗、青果物共同選果等）の売上高等を合計した数値。広義の農業の国内生産額を表す数値。
農業総生産
農業生産額から中間投入を差し引いたもので付加価値額に相当する。中間投入とは種苗、肥料、飼料、農薬・医薬品、農機具修繕、農用建物修繕、光熱動力、賃借料など農業生産のために投入された財・サービスの費用である。
農業純生産
農業総生産から固定資本減耗等（固定資本減耗＋間接税－経常補助金）を差し引いたもの。固定資本減耗とは固定資産の通常の使用での価値減耗（減価償却）および資本偶発損の評価額である。

## 農業経営

### 特徴
現代社会は貨幣経済であり、農業も自家消費のための生産という側面を残しつつも、ほとんどの農家は農産物の販売によって貨幣で収入を得ている。農家の場合は会社から賃金を得る場合とは異なり、農家自体が経営体で家族労働に依存していることも多く所得の算出がやや複雑になる。
農業所得は、農産物の販売による収入（厳密には農家が自家消費した農産物を含む）から農業経営費を差し引いたものである。農業経営費には、肥料や農薬等の物財費、地代、雇用労働費、農業機械等の減価償却費などがある。農業経営費は家族労働費、自作地地代、自己資本利子などを含む「生産費」とは異なる。また、農産物の販売による収入のほか、政府から受け取る助成金が重要な収入源になっている場合もある。
農業は自然環境のなかで動植物を生産するため自然災害や不作などのリスクがあるほか、短期的な収益最大化を図ろうとすると土地の地力維持ができなくなるなど農業経営には多面的要素がある。
農作物栽培の場合、基本的に自然を対象にするため、日照や気温、降水量などの気象状態に左右されやすく、また需給関係や投資の影響による市場での価格変動もあり、収入面の安定に欠ける面がある。
また、畜産では、市場での価格変動以外にも、飼育する家畜に対する水や飼料の給餌や運動など、早朝から深夜までの世話が毎日必要となり、休日が取り難く、従事者の肉体的負担（過労）・精神的な負担（ストレス）が大きいという問題のほか、家畜の糞尿による悪臭や環境汚染などの問題を有する。

### 規模
農業経営の規模では農業経済学や農業経営学で古くから大農と小農をめぐる論争がある。小農は賃労働者のいない小規模の家族経営の農家をいい、生産活動は自家労働（家族労働）で行い農産物の一部は自家消費され、家計と生産（経営）が未分離という特徴がある。家族経営と企業的農業経営に分けられることもある。

## 農業政策

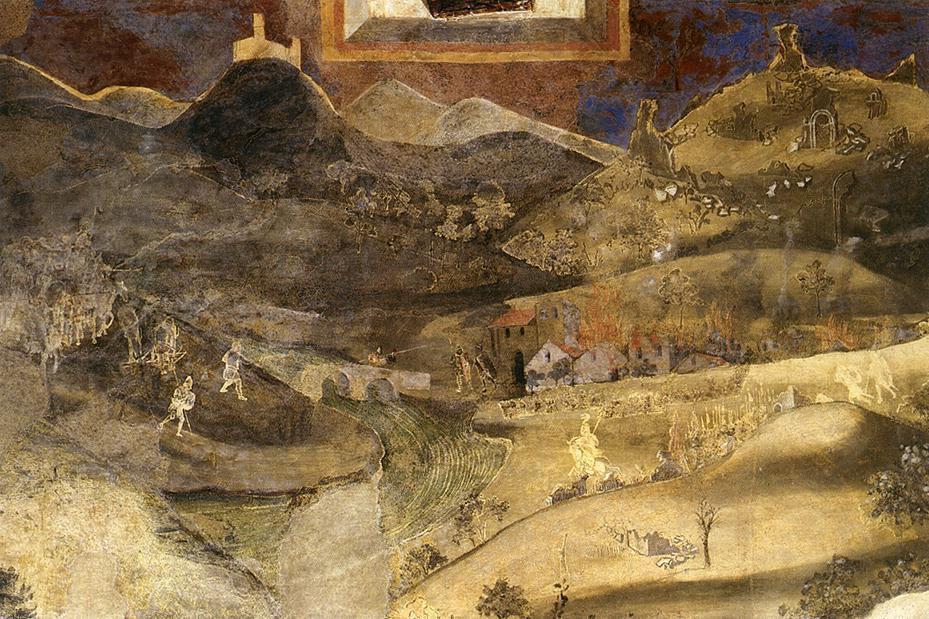
「悪しき政府が田舎に及ぼす悪影響」。悪政によって田舎（農村）が荒廃してしまっている図。（14世紀）

農業政策は農業生産の目標や手法を扱う。政策レベルでの主な農業の目標として次のものがある。
- 生態系の保全
- 経済的安定
- 持続可能性
- 食の品質: 食糧供給がある一定の品質を保つようにする。
- 食の安全: 食糧供給において汚染などがないようにする。
- 食料安全保障: 人口にみあった食料供給を確保する。[63][64]
- 貧困削減

多くの政府が適正な食品供給を保証するために農業に補助金や助成金を与えてきた。そういった農業補助金は、コムギ、トウモロコシ、米、ダイズ、乳といった特定の食品に対して与えられることが多い。先進国がそのような補助金制度を実施する場合、保護貿易と呼ばれ、非効率で環境に対しても悪影響があると評されることが多い。
近年、集約農業の環境への悪影響（外部性）、特に水質汚染に対する反発から、有機農業を推進する動きが生まれた。例えば欧州連合は1991年に有機農産物の認証を始め、2005年には共通農業政策 (CAP) 改訂で生産量と補助金を段階的に切り離すいわゆる「デカップリング方式」の導入を決めた。
2007年後半、いくつかの要因が重なって穀物の価格が急騰し（コムギは58%上昇、ダイズは32%上昇、トウモロコシは11%上昇）、穀物を飼料としている畜産物の価格も押し上げた。世界中のいくつかの国で暴動まで発生した。高騰の要因は、オーストラリアなどでの干ばつ、中国やインドなどの成長が著しい中流階級の食肉需要増、穀物をバイオ燃料生産に転換し始めたこと、いくつかの国が貿易を制限したことなどである。
近年、Ug99株のコムギに小麦さび病 (en) という伝染病がアフリカやアジアで広まっており、懸念が強まっている。また、全世界の農地の約40%で土壌の荒廃が深刻な問題となっている。国際連合大学のガーナに本拠地のあるアフリカ天然資源研究所は、アフリカでこのまま土壌の荒廃が進めば、2025年にはアフリカの人口の25%にしか食糧が行き渡らなくなる可能性があるとしている。

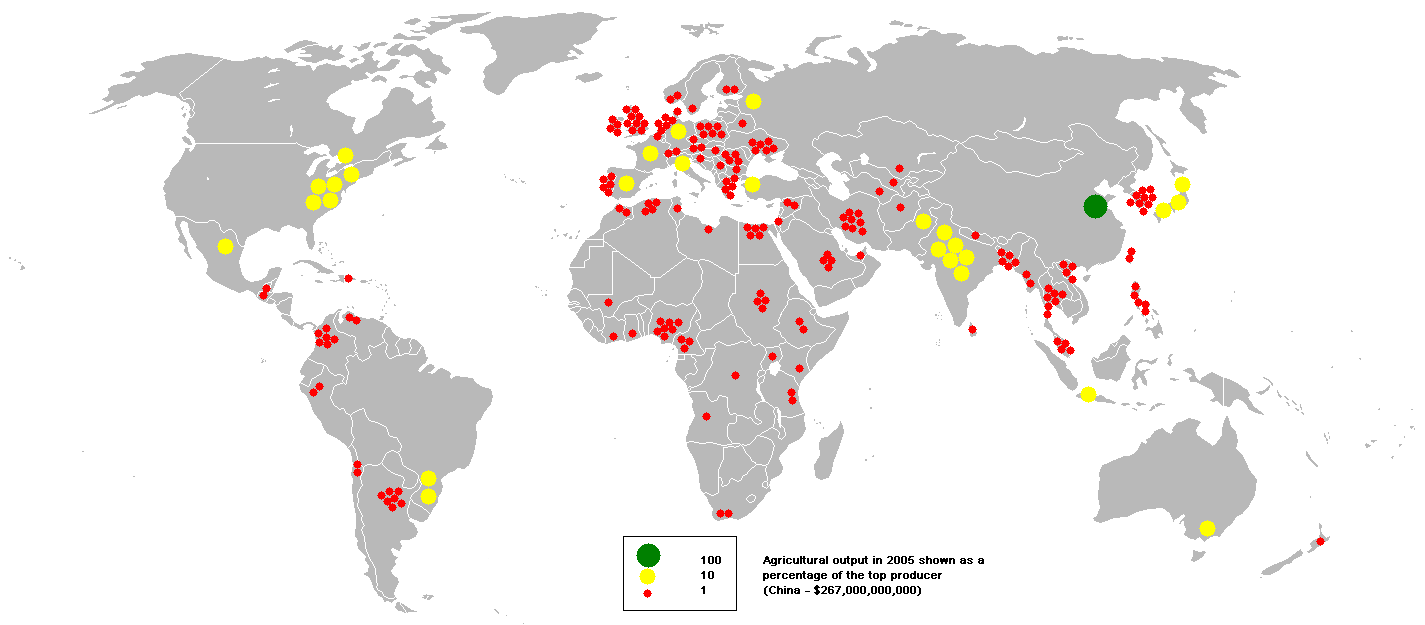
世界各国の農業生産高概略（2005年）。中華人民共和国を100とした時の各国の農業生産高。緑色の丸は100%（中華人民共和国）、黄色の丸は10%（3個ある場合は30%を示す。以下同じ）、赤色の丸は1%

経済発展、人口密度、文化など世界の農家はそれぞれ全く異なる条件下で働いている。
アメリカの綿花農家は作付面積1エーカー当たり230ドルの補助金を受け取っているが（2003年時点）、一方でマリ共和国などの開発途上国の農家にはそのような補助金は出ていない。価格が下落してもアメリカの綿花農家は補助金があるので生産量を減らす必要がないが、マリの綿花農家は価格下落の影響をもろに被って破産することもある。
大韓民国の畜産農家は政府に保護されており、子牛1頭あたり1300USドルの販売価格を見込むことができる。南米のメルコスール加盟国の農場経営者の場合、子牛の販売価格は120から200USドルである（どちらも2008年の値）。前者は土地の不足と高コストを公的な補助金で補っており、後者は土地の広さと低コストによって補助金がないことを補っている。
中華人民共和国では、農家の平均的耕作地は1ヘクタールと言われている。ブラジルやパラグアイなど海外の人間が土地を自由に購入できる国では、1ヘクタールあたり数百USドルで数千ヘクタールの農地や未開発の土地が国際的に販売されている。

## 農業生産額

1970〜2008年にかけての農業生産額。緑の革命により塗り変わった。

2011年の世界各国の農業生産高を以下に示す。
| 順位 | 国             | 生産額（10億米ドル） | GDP割合 (%) | 世界シェア(%) |
| ---- | -------------- | -------------------- | ----------- | ------------- |
| —    | 世界全体       | 4,249.237            | 6.1%        | 100.0%        |
| 1    | 中国           | 737.113              | 10.1%       | 17.3%         |
| —    | 欧州連合       | 316.398              | 1.8%        | 7.4%          |
| 2    | インド         | 303.382              | 18.1%       | 7.1%          |
| 3    | アメリカ       | 181.128              | 1.2%        | 4.3%          |
| 4    | ブラジル       | 144.589              | 5.8%        | 3.4%          |
| 5    | インドネシア   | 126.006              | 14.9%       | 3.0%          |
| 6    | ナイジェリア   | 93.179               | 39.0%       | 2.2%          |
| 7    | 日本           | 82.173               | 1.4%        | 1.9%          |
| 8    | ロシア         | 77.717               | 4.2%        | 1.9%          |
| 9    | トルコ         | 71.584               | 9.2%        | 1.7%          |
| 10   | オーストラリア | 59.529               | 4.0%        | 1.4%          |
| 11   | イラン         | 54.034               | 11.2%       | 1.3%          |
| 12   | スペイン       | 49.286               | 3.3%        | 1.2%          |
| 13   | フランス       | 47.198               | 1.7%        | 1.1%          |
| 14   | タイ           | 45.971               | 13.3%       | 1.1%          |
| 15   | メキシコ       | 45.037               | 3.9%        | 1.1%          |
| 16   | アルゼンチン   | 44.764               | 10.0%       | 1.1%          |
| 17   | パキスタン     | 44.008               | 20.9%       | 1.0%          |
| 18   | イタリア       | 41.776               | 1.9%        | 1.0%          |
| 19   | エジプト       | 33.944               | 14.4%       | 0.8%          |
| 20   | マレーシア     | 33.442               | 12.0%       | 0.8%          |
| -    | その他の国々   | 1,933.377            |             | 45.5%         |

## 農作物の流通

### 食の安全、表示と規制
食の安全や食品表示の問題は、食品の安全性に関わる問題である。国際的にはバイオセーフティーに関するカルタヘナ議定書によって遺伝子組み換え作物の貿易が規制されている。欧州連合では遺伝子組み換え作物を使った食品には表示が義務付けられているが、アメリカ合衆国では必須とされていない。遺伝子組み換え作物の安全性についてはまだ疑問が残るため、遺伝子組み換え作物を使用の有無を食品に表示し、一般大衆が選択できるようにすることが必須だ、と考える者もいる。
国際連合食糧農業機関 (FAO) は「飢餓の根絶」を目標とし、加盟国が平等な立場で集まって食糧政策や農業の規制について話し合い、合意を形成する場を提供している。FAOの家畜生産・衛生部長 Samuel Jutzi は、巨大食品企業によるロビー活動が 健康と環境の改善にむけた改革を妨害してきた、としている。彼は Compassion in World Farming (CIWF) の年次会合で「現実の真の問題は、強大な力を背景にしたロビイストの影響を受ける政治的プロセスでは解決されない」と述べた。例えば、畜産業界の自主規制案として単位面積あたりの家畜の頭数を制限して土地への長期的ダメージを低減するなどの環境対策が提案されたのだが、巨大食品企業の圧力によって廃案となってしまったのである。

### 加工・流通・マーケティング
アメリカ合衆国では家計における食費に占める農業のコストの割合が低下し、食品加工、流通、マーケティングのコストが増大している。これは農業の生産性が向上しただけでなく、高付加価値の食品が増えていることを意味する。1960年から1980年まで、食費に占める農業コストは40%前後だったが、1990年には30%、1998年には22.2%に低下している。寡占化も進んでおり、1995年には食品企業上位20社の製品が全体の半分を占めるようになっており、1954年に比べると倍増している。流通面でも寡占化が進んでおり、アメリカのスーパーマーケット上位6チェーンが食品販売に占める割合は、1992年には32%だったものが2000年には50%になった。寡占化はある意味で効率向上にもなっているが、農村にとっては悪影響があるかもしれない。

## 品種改良とバイオテクノロジー

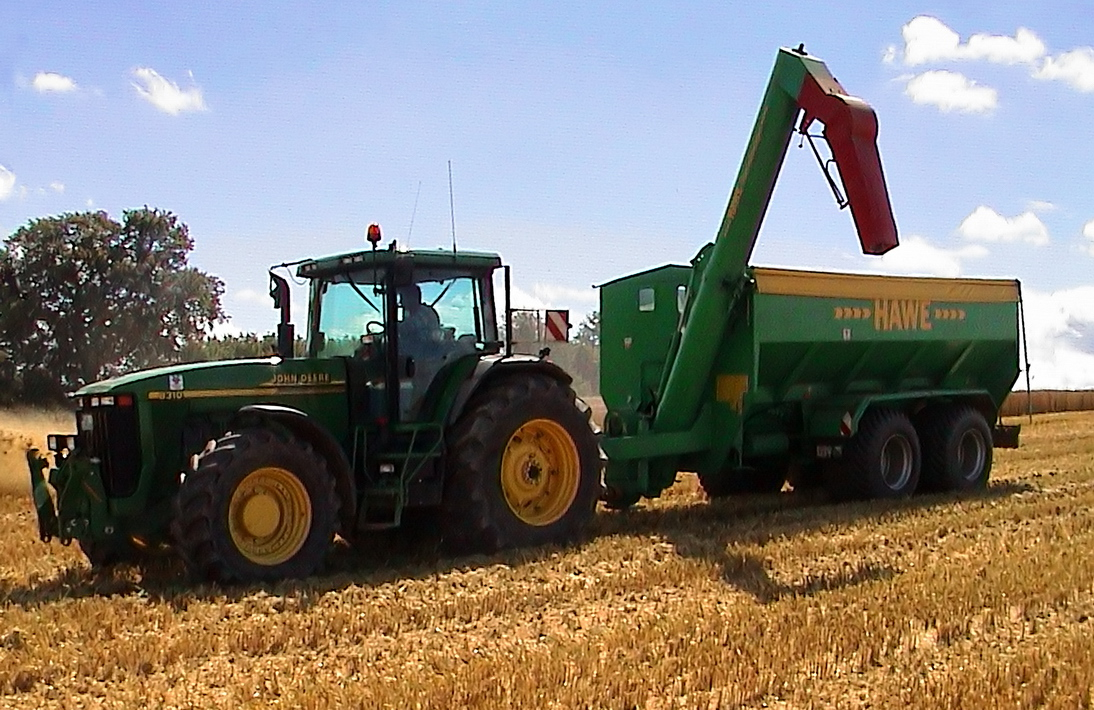
トラクターとグレインカート

人類は文明の始まった数千年前から品種改良を行ってきた。人間によってよりよい特徴を持つ作物になるよう植物の遺伝構造を変更してきた。例えば、果実や種がより大きくなるようにしたり、干ばつへの耐性を持たせたり、害虫に強くしたりといった改良である。グレゴール・ヨハン・メンデル以降、品種改良技術が著しく進歩した。遺伝形質についてのメンデルの業績により、遺伝について理解が深まり、それによって品種改良の技法が発展したのである。望ましい特徴を持つ植物を選択し、自家受粉および他家受粉を駆使し、最終的には遺伝子組み換えを行うようになった。
植物の品種改良により、徐々に収穫量が増えていき、病害や干ばつへの耐性が改善され、収穫が容易になり、作物の味と栄養価が高まった。慎重な選択と育種によって農作物の特徴は大きく変化していった。例えば1920年代から1930年代にかけて、ニュージーランドで選別と育種によって牧草やクローバーが改良された。1950年代にはX線や紫外線を使って突然変異率を高める原始的な遺伝子工学が生まれ、小麦、トウモロコシ、大麦などの品種改良が行われた。
緑の革命では従来からの交雑技法を使うことが一般化し、生産性の高い品種を栽培することで収穫量が何倍にも高まった。例えば、アメリカでのトウモロコシの収穫量は1900年ごろには1ヘクタール当たり2.5トンだったが、2001年ごろには1ヘクタール当たり9.4トンになっている。同様に小麦の収穫量の世界平均は、1900年ごろには1ヘクタール当たり1トンだったものが、1990年には1ヘクタール当たり2.5トンになっている。南アメリカでの平均小麦収穫量は1ヘクタール当たり2トン、アフリカでは1トン以下だが、エジプトやアラビアの灌漑を行っている地域では3.5トンから4トンの収穫がある。これに対して技術の進んでいるフランスでは1ヘクタール当たり8トン以上の収穫がある。収穫量の地域差は主に気候、品種、耕作技法（肥料、害虫駆除、倒伏防止など）の差が原因である。

### 遺伝子工学
遺伝子組み換え作物 (GMO) は遺伝子工学の技法を使って遺伝子に修正を加えた作物（植物）である。遺伝子工学によって新品種の生殖系列を生み出すのに使える遺伝子の幅が広がった。1960年代初めに機械式トマト収穫機が開発されると、農学者は機械による収穫により適した遺伝子組み換えを施したトマトを作り出した。最近では遺伝子組み換え技術は様々な作物の新品種開発に使われている。

### 除草剤に耐性のある遺伝子組み換え作物
Roundup Ready と呼ばれる種は、グリホサート剤にさらされても影響を受けないよう除草剤に抵抗力のある遺伝子を持っている。ラウンドアップはグリホサート剤をベースとした非選択的にあらゆる雑草を殺す除草剤の商品名である。つまり Roundup Ready 種を使えば、グリホサート剤を散布しても作物だけは影響を受けず、あらゆる雑草を殺すことができる。除草剤に耐性のある作物は世界中で栽培されている。アメリカの大豆は作付面積の92%が除草剤に耐性のある品種（遺伝子組み換え作物）になっている。
除草剤に耐性のある作物が多く栽培されるようになると、当然ながらグリホサート剤ベースの除草剤が散布されることが多くなる。中にはグリホサート剤に耐性のある雑草も出てきたため、別の除草剤への切り替えを余儀なくされた地域もある。広範囲なグリホサート剤の使用が収穫量や作物の栄養価に与える影響、さらには経済や健康に与える影響について研究が行われている。

### 害虫に強い遺伝子組み換え作物
害虫に強い遺伝子組み換え作物も開発されており、昆虫に作用する毒素を産出する土中バクテリアであるバチルス・チューリンゲンシスの遺伝子を組み込んでいる。そのような作物は昆虫に食い荒らされない。例えば、Starlink というトウモロコシがある。また、綿花でも同様の品種が作られており、アメリカでは綿花の63%がそういった品種になっている。
遺伝子組み換えを行わなくとも、従来からの品種改良、特に野生種との交雑または他家受粉によって害虫に強い品種を作ることができるという者もいる。野生種は様々な耐性の源泉となることもある。野生種との交雑によって19の病害に耐性のあるトマトの栽培品種を作った例もある。

### 遺伝子組み換え作物のコストと利点
遺伝子工学者はいずれ、灌漑や排水や保全などを気にしなくても栽培できる作物を生み出すかもしれない。そのような作物は大規模な灌漑に依存する不毛な地域で重要になるだろう。しかし、遺伝子組み換えには批判も多い。食の安全と環境という2つの面から遺伝子組み換え作物について問題提起されている。例えば、作物の次世代の種が発芽しないようにした「ターミネーター種」は環境学者や経済学者によって疑問を呈されている。ターミネーター種には国際的に反対の声が強く、今のところ実際の作物には適用されていない。
別の問題として、遺伝子組み換え技術で開発された新たな種の特許をどうやって保護するかという問題がある。開発企業がそのような種の知的財産権を所有し、その種を使って栽培した作物について条件を設定する権利を有している。現在10の種苗会社が世界的な種の販売の3分の2を制御している。環境活動家ヴァンダナ・シヴァは、それら企業が生命について特許を取得し、それによって利益を得ようとしており、生物学的窃盗罪（バイオパイラシー）を犯していると主張する。特許で保護された種を使っている農家は、翌年のための種を収穫から得られるとしても、毎年新たな種を購入しなければならない。収穫から翌年の種を得ることは普通に行われてきた習慣だが、特許侵害に問われないようにするためには、その習慣を変える必要がある。
限られた地域に適応した種（土着種）は、品種改良された作物や遺伝子組み換え作物によって絶滅の危機にさらされている。そのような種は長い年月をかけてその地域の気候、土壌、その他の環境条件、田畑の設計、現地の民族の好みに適応してきたという意味で重要である。遺伝子組み換え作物や交雑種を持ち込むと、土着種との交雑が起きる危険性がある。つまり遺伝子組み換え作物は土着種の持続可能性やその地域の文化に対する脅威となりうる。交雑によって土着種が遺伝子組み換え作物の形質を獲得したら、その種は特許を保持している企業の設定する条件の対象となりうる。

## 農業の持続可能性
農業には単に耕作だけでなく、広い土地を耕作に適した農地にすること（開墾）や水路を作るなどの灌漑といった様々な専門的技法が含まれる。農業の基本は、依然として農地での農作物の栽培と牧草地での牧畜である。
トマス・ロバート・マルサスは、地球は人口増加を支えきれないと予言したが、緑の革命などのテクノロジーが食糧需要増に応えることを可能にした。
20世紀末以降、既存の農業に対する懸念から、持続可能な農業への関心が高まっている。品種改良・農薬・化学肥料などの技術革新によって収穫量は急激に増加したものの、環境への悪影響（環境汚染）や 人体への悪影響 が起きている。畜産においても品種改良や「集約型の」養豚・養鶏によって食肉の生産高が劇的に増加したが、動物虐待の問題、抗生物質や成長ホルモンなどの化学物質を投与することによる人体への悪影響が懸念されている。
バイオ医薬品、（欧米でも）薬剤（生薬）、バイオプラスチック、バイオ燃料、などの原料に使われることも多くなっている。ただしそもそも世界では、食糧が不足していて、飢餓で命を落としている人々・地域も多数ある現状である。植物をわざわざ燃料に変換するため燃やしてしまうと、さらに食糧の総量が不足したり、基礎的な農作物の値をつり上げてしまう結果となる。世界人口で多くの割合を占める、低収入で食べ物が十分に入手できてはいない人々の生命を奪う結果をまねくことが懸念されている。

## 環境への影響
農業は農薬、栄養流去、水の過剰使用などの問題により、社会に対して外部費用（公害）を課す。2000年に発表された研究で、イギリスにおける総外部費用の見積もりは1996年の時点で23億4300万ポンドで、1ヘクタールあたり208ポンドとなっている。アメリカ合衆国の2005年時点の耕作に関わる外部費用はおよそ50億ドルから160億ドル（1ヘクタールあたり30ドルから96ドル）と見積もられており、畜産に関わる外部費用は7億1400万ドルと見積もられている。どちらの研究も外部費用の内部化が必要だとしているが、補助金については分析しておらず、補助金も社会に対する農業のコストに影響していることを注記している。どちらの研究も純粋に経済的影響のみを述べている。2000年の研究は農薬汚染の報告を含んでいるが農薬の常用が及ぼす影響については考察しておらず、2004年の研究では1992年の農薬の影響見積もりに依存している。
ノーマン・ボーローグは革命的な農業技術を開発し、何十億もの命を救った重要人物である。彼の開発した品種は開発途上国の穀物生産量を大幅に増大させ、「緑の革命の父」と呼ばれるようになった。

### 畜産の問題
国連職員でこの問題に関する国連報告の共著者であるヘニング・スタインフェルドは「畜産は今日の環境問題の最も重要な原因の1つだ」と述べている。畜産は農業が使用する総面積の70%を占めており、地球全体の30%の土地を使っている。温室効果ガスの最大の発生源でもあり、CO2 に換算すると全温室効果ガス発生量の18%が畜産に由来する。ちなみに、交通機関・輸送機関が放出するCO2の総計は全体の13.5%である。人間の活動で排出される亜酸化窒素の65%が畜産によるもので（CO2の296倍もの温室効果がある）、メタンの37%が畜産によるものである（CO2の23倍の温室効果がある）。また、アンモニアの64%が畜産によるもので、酸性雨や生態系の酸性化の原因とされている。畜産は森林伐採の主要因とされており、アマゾンで開墾された土地の70%が牧草地になっている（残りは耕作地）。森林伐採や開墾を通して、畜産が生物多様性を低下させているとも言える。

### 土地開墾と荒廃
土地を開墾して農産や畜産に利用することは、地球の生態系に最も大きな影響を与える人類の活動であり、生物多様性を低下させる最大の原動力となっている。人類がこれまでに開墾した土地の見積もりは39%から50%まで様々である。土地荒廃 (en) は生態系機能と生産性の長期低下を意味し、全世界の24%の土地（ほとんどが農地）で起きていると見積もられている。国際連合食糧農業機関 (FAO) は土地荒廃の主要因は土地管理の問題だとし、15億人が荒廃した土地に頼って生きていると報告している。ここでいう荒廃とは、森林破壊、砂漠化、侵食、ミネラル分の枯渇、土壌の酸性化や塩害などを指す。

### 富栄養化
富栄養化は水中の生態系が過剰な栄養を持つようになることで、藻類が繁茂し水中の酸素濃度が低下する。そのため魚類が生息できなくなり、生物多様性が失われ、その水も飲用や工業用に適さなくなる。耕作地への過剰な栄養（肥料）投与や家畜に過剰な飼料を与えることが窒素やリンといった栄養素の表面流出や浸出を招く。これらの栄養素は水中生態系の富栄養化を引き起こす主要な非特定汚染源負荷である。

### 農薬
全世界での農薬の使用量は1950年以降、毎年250万トンずつ増加しているが、農作物の害虫被害はほぼ一定で推移している。1992年、世界保健機関 (WHO) は毎年300万人が農薬中毒を起こし、およそ22万人がそのために亡くなっているとの見積もりを発表した。農薬を使用し続けることでその農薬に耐性のある害虫だけが生き延び、さらに強力な農薬が必要になるというサイクルが生まれている。
飢饉を防ぎつつ環境を守るために農薬を使用した集中的農法を正当化する論理として、Center for Global Food Issues のウェブサイトの冒頭に引用されていた「1エーカーあたりの収穫を増やすことで、より多くの土地を自然のままに残しておける」という考え方もある。批評家は環境と食料需要のトレードオフは必ずしも必然的ではないとし、農薬を減らして輪作などのよい農業経営の習慣を根付かせればよいと主張している。

### 気候変動
農業は気温、降水量や降雨時期、CO2、太陽光、といった要素の変化、あるいはこれらの組み合わせによる気候変動に影響を受ける。農業には地球温暖化を防ぐ面もあるし、悪化させる面もある。大気中のCO2増加の一因として、土壌中での有機物の腐敗があり、大気中に放出されるメタンの大部分は水田などの湿った土壌での有機物の分解によるものである。さらに湿った嫌気性土壌では脱窒によって窒素を失い、温室効果ガスの一種である一酸化窒素の形で大気中に放出する。土壌の管理をうまく行えばこれらの温室効果ガス放出を抑え、土壌に大気中のCO2を貯留させることも可能である。

## 農業生物
農業を行う生物については、ヒトの他にも幾つかの種が知られている。
農業自体が食物を得るヒトと保護を得る肥育対象種の相利共生関係と言い換える事ができるため、類似した共生関係を持つ生物の事を農業生物と呼ぶことができる。
- アリやシロアリには農耕を行う種がいる[122][123]。ハキリアリはアリタケと呼ばれる菌類を栽培して食べる。また、餌となる甘露を生み出すアブラムシの事を天敵から守る種が多くいる。
- スズメダイ科の魚類には自分の縄張りの中で餌となる藻類を育てるものがある。餌にしない海藻をむしって縄張りの外に捨てたり、せっかく育てた藻類を食べようとするウニや魚などの侵入者を追い払うといった行動が見られる。クロソラスズメダイやハナナガスズメダイといった種が知られる。
- 粘菌の一種キイロタマホコリカビの一部の株は、餌となる細菌が少なくなり移動体を作る際、細菌を取り込んで移動先でばら撒き、移動先で細菌が繁殖する事で、餌に困らない。

## 農業関連イベント
- アグリカルチャー・ショー（英語版）
- ロイヤルハイランドショー（英語版）
- ライブストック・ショー（英語版）